# Sravnjeni sa zemljom (2005.)
Sravnjeni sa zemljom je film redatelja: Bože Bobana 
Snimljen je 2005. Mjesto radnje je grad Sinj. 
Film je na hrvatskom jeziku, a traje 32 minute.
Uloge: Bore Lee, Krešo Hyong, Petar Mandac
Majstor borilačkih vještina Bore Lee sretno se oženio i dobio sina te se odlučio konačno skrasiti i živjeti mirnim građanskim životom. No, u gradu se pojavljuje BANDA predvođena zlim Krešom Hyongom (Krešo Hyong) koja terorizira Sinjane te povrh svega želi seksualno iskoristiti Borinu suprugu koja se tome neuspješno opire. Nakon što mu obečaste suprugu i teže ozljede sina jedinca (koji, usput, trenira nogomet!) Bore nema drugog izbora već kreće u osvetu! U pomoć poziva svog dugogodišnjeg prijatelja Pecu (Petar Mandac – Peca), veterana iz rata u Kambodži koji je tamo u samoobrani nožem zaklao 13 obitelji!
Borin novi film povratak je njegovim filmskim korijenima i oduševit će sve njegove hard-core fanove željnje njegove filmske iskrenosti i "lo-fi" poetike. U izradi filma je sudjelovala ekipa iz Udruge Filmaša Sinj (UF Sinj) koja je osnovana potaknuta Borinim mainstream uspjehom te je postala jedna od rijetkih aktivnih alternativnih udruga iz tog kraja.
Glazbu za film potpisuje sinjski sastav SHEWA, hard core, hip hop i rock stila, koji će i dalje nastaviti suradnju s Bore Leeom i njegovim timom.